# 1414 Жером
1414 Жером (1414 Jérôme) — астероїд головного поясу, відкритий 12 лютого 1937 року.
Тіссеранів параметр щодо Юпітера — 3,296.